# Agilulf
Agilulf, död 616, var langobardisk kung i Italien 590-616.
Agilulf centraliserade under sin regeringstid makten i det langobardiska riket efter en tid av näst intill obefintlig centralmakt. År 605 slöt Agilulf fred med det Bysantinska riket vilket resulterade i upprättandet av fasta landgränser, vilka också näst intill skulle behållas intakta under de kommande hundra åren.
Troligtvis gynnade Agilulf tillsammans med sin hustru Theudelinda den katolska missionen bland langobarderna. Med stor sannolikhet omfattande Agilulf inte den katolska läran utan var, som langobarderna i allmänhet, arian. Dock var hans son och hustru katoliker.
Agilulf var också den förste kände västerländske härskaren som betecknade sig som kung av Guds nåde (Gratia Dei).